# Carmen Vento
Maria del Carmen González Vento (Cartaya, España, 3 de mayo de 1997) es una cantante española, ganadora de la séptima edición del concurso musical Se llama Copla de Canal Sur.

## Biografía
Nace el 3 de mayo de 1997. Su infancia y adolescencia se desarrolla en dos pueblos de la costa onubense, El Rompido y Cartaya. A muy temprana edad comienza su interés en el mundo del flamenco, tanto en baile como en canto. A los 6 años empieza sus estudios de canto en la Fundación Amparo Correa, su rápido progreso en esta disciplina le permite ingresar en “Los niños de Huelva”, participar en su primer concurso de flamenco y comenzar una carrera televisiva.
Sus primeras apariciones televisivas las realiza en diferentes programas de la cadena Canal Sur, permitiéndole que sea conocida gracias a Menuda Noche, La Tarde y Se llama Copla. A los 12 años comienza, de manera autodidacta, en la disciplina de la copla. En su breve comienzo en esta nueva disciplina y con el apoyo de Dolores Abril, comienza a cosechar diferentes primeros premios en Córdoba y Málaga. A partir de entonces se dedica a ofrecer distintas galas a lo largo de Andalucía.
En 2014, su carrera profesional se consolida tras ganar la séptima edición de Se llama Copla y el lanzamiento de su primer trabajo discográfico, una recopilación con sus mejores coplas. Actualmente, se halla en Sevilla compaginando su carrera profesional con sus estudios universitarios y bajo el nombre artístico de Carmen Vento vuelve a sus orígenes, el flamenco jondo.
En 2018 ganó el Premio Jóvenes Cantaores en el Festival del Cante de las Minas de La Unión (España).

## Discografía

### Mari Carmen González - 2014

#### Lista de canciones
- Mi Salamanca
- Cada Cual por Su Camino
- Castillitos en el Aire
- Sangre de Mis Venas
- Un Ramito de Violetas
- Faro y Lucero
- Cariá la Sanluqueña
- Vino Amargo
- Carmen de España
- La Emperaora
- El Hijo del Ganadero
- Niña Colombiana
- Como Dos Barquitos